# Grand Rapids (Wisconsin)
Grand Rapids è un comune degli Stati Uniti, situato in Wisconsin, nella Contea di Wood.